# ЛКС (Лодзь)
ЛКС (Лодзь) (пол. ŁKS Łódź) — професіональний польський футбольний клуб з міста Лодзь.

## Історія
Колишні назви:
- 1908: Лодзянка Лодзь (пол. Łodzianka Łódź)
- 1908: ЛКС Лодзь (пол. ŁKS [Łódzki Klub Sportowy] Łódź)
- 199?: СПН ЛКС-Птак ССА (пол. SPN ŁKS-Ptak Sportowa Spółka Akcyjna [Sportowa Spółka Akcyjna])
- 200?: ЛКС ССА (пол. ŁKS SSA [Sportowa Spółka Akcyjna])
- 2009: ЛКС ПСС (пол. ŁKS PSS [Piłkarska Spółka Sportowa])

У 1908 році у Лодзі був організований клуб, який отримав назву «„Лодзянка“ Лодзь», а незабаром змінив на «Лодзький Клуб Спортовий Лодзь». У 1921 році ЛКС дебютував у першій лізі.
Після Другої світової війни у 1945 році клуб відновив діяльність. У 1957 році здобув свій перший Кубок, а у 1958 році став чемпіоном. У 1959 році ЛКС також дебютував в європейських турнірах.

## Титули та досягнення
- Чемпіонат Польщі:
  - чемпіон (2): 1958, 1998
  - срібний призер (1): 1954
  - бронзовий призер (2): 1957, 1993
- Кубок Польщі:
  - володар (1): 1957
  - фіналіст (1): 1994
- Суперкубок Польщі:
  - фіналіст (1): 1994, 1998.

Участь у євротурнірах:
- Кубок Чемпіонів УЄФА/Ліга чемпіонів УЄФА:
  - кваліфікаційний раунд: 1998/1999
  - 1/16 фіналу: 1959/1960
- Кубок Кубків УЄФА:
  - 1/16 фіналу: 1994/1995
- [[Файл:|16px]] Кубок УЄФА/Ліга УЄФА:
  - 1 раунд (1): 1998/1999

## Виступи в єврокубках
| Сезон   | Змагання                     | Раунд   |             | Клуб              | Результат |
| ------- | ---------------------------- | ------- | ----------- | ----------------- | --------- |
| 1959–60 | Кубок Європейських чемпіонів | КР      | Люксембург  | Женесс Еш         | 0–5, 2–1  |
| 1994–95 | Кубок володарів кубків       | 1Р      | Португалія  | Порту             | 0–2, 0–1  |
| 1996    | Кубок Інтертото              | Група 8 | Росія       | КАМАЗ             | 0–3       |
|         |                              |         | Болгарія    | Спартак Варна     | 1–1       |
|         |                              |         | Німеччина   | Мюнхен 1860       | 0–5       |
|         |                              |         | Чехія       | Каучук Опава      | 0–3       |
| 1998–99 | Ліга чемпіонів               | 1КР     | Азербайджан | Кяпаз             | 4–1, 3–1  |
|         |                              | 2КР     | Англія      | Манчестер Юнайтед | 0–2, 0–0  |
|         | Кубок УЄФА                   | 1Р      | Франція     | Монако            | 1–3, 0–0  |